# Oklahoma City (Dokumentarfilm)
Oklahoma City ist ein Dokumentarfilm aus dem Jahr 2017.

## Handlung
Erzählt wird aus Sicht von Betroffenen und Zeitzeugen, wie sie den Bombenanschlag vom 19. April 1995 auf das neunstöckige Alfred P. Murrah Federal Building in Oklahoma City erlebt haben, bei dem dieses fast vollständig zerstört wurde. Es hatte als Sitz mehrerer Behörden der US-Bundesregierung gedient. Im ersten Stock befand sich zudem ein Kindergarten; insgesamt starben 168 Menschen, davon 19 Kinder. Die Betroffenen erzählen in Einzelinterviews ihre Sicht auf die damalige Zeit.
Um die Hintergründe des Attentates zu verstehen, thematisiert der Film unterteilt in drei Kapitel die Geschichte des Inlandsterrorismus in den Vereinigten Staaten, wofür er im ersten Kapitel namens The Spark zurückgeht in die 1980er, als sich im Norden von Idaho, das wenig besiedelt und überwiegend eine weiße Bevölkerung hatte, viele extremistische Gruppen ansiedelten, wie bspw. die Aryan Nations. Robert Jay Mathews und Randy Weaver, die das Anwesen besuchten, werden porträtiert: Mathews beging zwischen 1983 und 1984 mehrere Anschläge mit seiner Gruppe namens The Order, benannt nach einer Gruppe im Buch The Turner Diaries von William Luther Pierce, das ihn und viele weitere Extremisten radikalisierte. Die Belagerung vom Anwesen der Familie Weaver namens Ruby Ridge im August 1992 durch FBI-Agenten hat die Bewegung nochmals radikalisiert und in ihrer Ansicht bestätigt, dass die Regierung gegen die Bevölkerung sei, ihnen die Religion und ihre Waffen (u. a. durch verschärfte Waffengesetze) wegnehmen wolle.
Im zweiten Kapitel namens The Flame wird die 51-tägige Belagerung und Erstürmung des Anwesens Mount Carmel der Branch Davidians in der Nähe von Waco im US-Bundesstaat Texas am 19. April 1993 beleuchtet. Einer der vielen Schaulustigen war der 24-jährige Timothy McVeigh, ein Waffennarr und ehemaliger Soldat, den sein Einsatz im zweiten Golfkrieg desillusionierte, und den die Belagerung von Ruby Ridge und The Turner Diaries radikalisiert hatten. Das tödliche Ende der Belagerung und ein kurz danach verschärftes Waffengesetz (Brady Handgun Violence Prevention Act) radikalisierten die Bewegung und McVeigh vollends. Überall in den Staaten formierten sich gegen den Staat gerichtete Milizen.
Im dritten Kapitel namens The Inferno nimmt McVeigh Kontakt mit seinen ehemaligen Kameraden aus der Armeezeit auf, Terry Nichols und Michael Fortier, mit denen er eine Bombe baut. Er folgt dabei den Schilderungen und Anleitungen aus The Turner Diaries, wo der Protagonist mit zwei Helfern eine Bombe baut und sie in einem Lastwagen versteckt im Untergeschoss eines FBI-Gebäudes zur Explosion bringt. Am zweiten Jahrestag von Waco explodiert schließlich die Bombe in Oklahoma City. McVeigh wird verhaftet und zum Tode verurteilt, Nichols erhielt eine lebenslange Freiheitsstrafe und Fortier, der als Zeuge ausgesagt hatte, erhielt zwölf Jahre Freiheitsentzug.

## Hintergrund
Im Abspann wird erwähnt, dass es laut des Southern Poverty Law Centers mehr als 500 aktive, militante „White Supremacy“-Gruppen geben soll.

## Kritik
Die Jury des Peabody Award begründete ihre Entscheidung damit, dass Regisseur Barak Goodman den Bombenanschlag nicht isoliert konstruiert, weil man ihn als Teil einer Entwicklung verstehen muss, der mit Ruby Ridge 1992 und Waco 1993 begann. Durch „Goodman’s super interviews“, so die Jury, werden diese drei Ereignisse mit wichtigen Details zum Leben erweckt und die dahinterstehenden Ideologien kontextualisiert, die bis heute eine Bedrohung darstellen. Die Dokumentation zieht eine direkte Verbindung zwischen Oklahoma City 1995 und den rechtsextremen Demonstrationen in Charlottesville 2017.

## Auszeichnungen
- 2017: Peabody Award for Documentary (gewonnen)[2][1]
- 2017: Primetime Emmy Award for Exceptional Merit in Documentary Filmmaking (nominiert)[2]
- 2017: Sundance Film Festival (official selection)[3]